# 新奧焦爾諾耶 (克里米亞)
45°23′9″N 33°7′4″E / 45.38583°N 33.11778°E

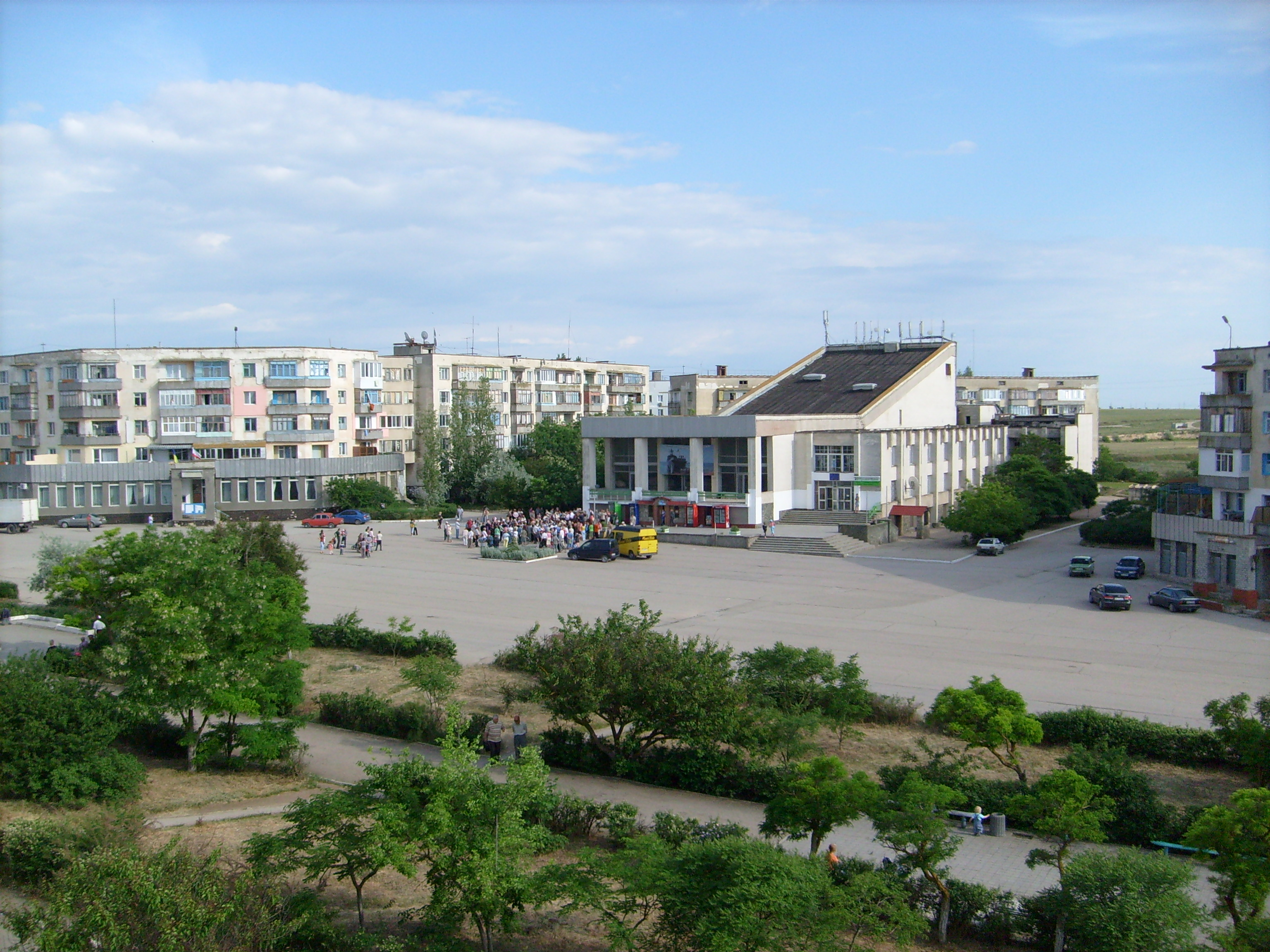
市容

新奧澤爾內（烏克蘭語：Новоозерне），又按俄语名译为新奥焦尔诺耶，法理上是乌克兰克里米亚自治共和国叶夫帕托里亚区的市级镇，但事实上是俄罗斯克里米亞共和國叶夫帕托里亚市议会下辖的市级镇。距離奧特拉德諾耶78公里，始建於1971年，面積6.3平方公里，海拔高度20米，2013年人口7,383，人口密度每平方公里1,171.9人。